# دعا به قدیس
دعا به قدیس (به اسلاوی: молебенъ) یا پاراکلیسیس (یونانی: Παράκλησις) در سنت ارتدکس شرقی، یک مراسم مذهبی است که شامل دعاها، سرودها و قرائت‌هایی از کتاب مقدس می‌شود. این مراسم معمولاً در زمان‌های نیاز یا سختی برگزار می‌شود و هدف آن درخواست کمک و شفاعت از یکی از قدیسین مسیحی است.
دعبا به قدیس می‌تواند به دلایل مختلفی برگزار شود، از جمله بیماری، مشکلات شخصی، بلایای طبیعی، یا به سادگی برای درخواست برکت و هدایت الهی. این مراسم معمولاً در کلیسا برگزار می‌شود، اما می‌تواند در خانه‌ها یا سایر مکان‌ها نیز انجام شود.
در جریان استغاثه از قدیسین، کشیش یا یک فرد مذهبی دیگر دعاها و سرودهای خاصی را می‌خواند و از خداوند، مریم  و قدیسین درخواست کمک و شفاعت می‌کند. حضار نیز در این دعاها و سرودها شرکت می‌کنند و شمع روشن می‌کنند.